# John Stevens (ishockeyspelare)
John A. Stevens, född 4 maj 1966 i Campbellton, är en kanadensisk ishockeytränare och före detta professionell ishockeyback och ishockeytränare. 
Han tillbringade fem säsonger i NHL som spelare, där han spelade för ishockeyorganisationerna Philadelphia Flyers och Hartford Whalers. Stevens producerade tio poäng (noll mål och tio assists) samt drog på sig 48 utvisningsminuter på 53 grundspelsmatcher. Han spelade också för Hershey Bears, Springfield Indians, Springfield Falcons och Philadelphia Phantoms i American Hockey League (AHL), Kalamazoo Wings i International Hockey League (IHL) och Oshawa Generals i Ontario Hockey League (OHL).
Direkt efter spelarkarriären var han hos Philadelphia Phantoms i AHL mellan 1998 och 2006, där han var assisterande tränare och tränare. Den 5 juni 2006 blev han utsedd som assisterande tränare för Philadelphia Flyers. Den 24 oktober fick Flyers tränare Ken Hitchcock sparken och Stevens blev utnämnd som ersättaren. Han var där på tränarposten till den 5 december 2009 när han blev ersatt av Peter Laviolette. I juni 2010 utsågs han till assisterande tränare för Los Angeles Kings. Den 12 december 2011 beslutade Kings att sparka deras tränare Terry Murray och Stevens blev då utsedd till temporär tränare, ett jobb han hade under fyra matcher innan Darryl Sutter utsågs till permanent ersättare till Murray. Han var med och vinna två Stanley Cup med Kings för säsongerna 2011–2012 och 2013–2014. Den 23 april 2017 offentliggjorde Kings att man hade sparkat Sutter efter att Kings missat slutspel och hade utsett Stevens som Sutters efterträdare.
Stevens fick sparken som Kings tränare den 4 november 2018.

## Statistik

### Spelare
| 1982–1983  | Newmarket Flyers      | OJHL       | 48  | 2  | 9   | 11  | 111  | —   | — | —  | —  | —   |
| 1983–1984  | Oshawa Generals       | OHL        | 70  | 1  | 10  | 11  | 71   | 7   | 0 | 1  | 1  | 6   |
| 1984–1985  | Oshawa Generals       | OHL        | 44  | 2  | 10  | 12  | 61   | 5   | 0 | 2  | 2  | 4   |
|            | Hershey Bears         | AHL        | 3   | 0  | 0   | 0   | 0    | —   | — | —  | —  | —   |
| 1985–1986  | Oshawa Generals       | OHL        | 65  | 1  | 7   | 8   | 146  | 6   | 0 | 2  | 2  | 14  |
|            | Kalamazoo Wings       | IHL        | 6   | 0  | 1   | 1   | 8    | 6   | 0 | 3  | 3  | 9   |
| 1986–1987  | Philadelphia Flyers   | NHL        | 6   | 0  | 2   | 2   | 14   | —   | — | —  | —  | —   |
|            | Hershey Bears         | AHL        | 63  | 1  | 15  | 16  | 131  | 3   | 0 | 0  | 0  | 7   |
| 1987–1988  | Philadelphia Flyers   | NHL        | 3   | 0  | 0   | 0   | 0    | —   | — | —  | —  | —   |
|            | Hershey Bears         | AHL        | 59  | 1  | 15  | 16  | 108  | —   | — | —  | —  | —   |
| 1988–1989  | Hershey Bears         | AHL        | 78  | 3  | 13  | 16  | 129  | 12  | 1 | 1  | 2  | 29  |
| 1989–1990  | Hershey Bears         | AHL        | 79  | 3  | 10  | 13  | 193  | —   | — | —  | —  | —   |
| 1990–1991  | Hartford Whalers      | NHL        | 14  | 0  | 1   | 1   | 11   | —   | — | —  | —  | —   |
|            | Springfield Indians   | AHL        | 65  | 0  | 12  | 12  | 139  | 18  | 0 | 6  | 6  | 35  |
| 1991–1992  | Hartford Whalers      | NHL        | 21  | 0  | 4   | 4   | 19   | —   | — | —  | —  | —   |
|            | Springfield Indians   | AHL        | 45  | 1  | 12  | 13  | 73   | 11  | 1 | 3  | 4  | 27  |
| 1992–1993  | Springfield Indians   | AHL        | 74  | 1  | 19  | 20  | 111  | 15  | 0 | 1  | 1  | 18  |
| 1993–1994  | Hartford Whalers      | NHL        | 9   | 0  | 3   | 3   | 4    | —   | — | —  | —  | —   |
|            | Springfield Indians   | AHL        | 71  | 3  | 9   | 12  | 85   | 3   | 0 | 0  | 0  | 0   |
| 1994–1995  | Springfield Falcons   | AHL        | 79  | 5  | 15  | 20  | 122  | —   | — | —  | —  | —   |
| 1995–1996  | Springfield Falcons   | AHL        | 69  | 0  | 19  | 19  | 95   | 10  | 0 | 1  | 1  | 31  |
| 1996–1997  | Philadelphia Phantoms | AHL        | 74  | 2  | 18  | 20  | 116  | 10  | 0 | 2  | 2  | 8   |
| 1997–1998  | Philadelphia Phantoms | AHL        | 50  | 1  | 9   | 10  | 76   | 20  | 0 | 6  | 6  | 44  |
| 1998–1999  | Philadelphia Phantoms | AHL        | 25  | 0  | 1   | 1   | 19   | —   | — | —  | —  | —   |
| NHL totalt | NHL totalt            | NHL totalt | 53  | 0  | 10  | 10  | 48   | —   | — | —  | —  | —   |
| AHL totalt | AHL totalt            | AHL totalt | 834 | 21 | 167 | 188 | 1397 | 102 | 2 | 20 | 22 | 199 |
| OHL totalt | OHL totalt            | OHL totalt | 179 | 4  | 27  | 31  | 278  | 18  | 0 | 5  | 5  | 24  |

### Tränare
| Lag                 | Säsong    | Grundserie | Grundserie | Grundserie | Grundserie        | Grundserie | Grundserie     | Slutspel                   |  |
| Lag                 | Säsong    | Matcher    | Vinster    | Förluster  | Övertidsförluster | Poäng      | Placering      | Resultat                   |  |
| ------------------- | --------- | ---------- | ---------- | ---------- | ----------------- | ---------- | -------------- | -------------------------- |  |
| Philadelphia Flyers | 2006–2007 | 74         | 21         | 42         | 11                | 53         | 5:a i Atlantic | Missade slutspel.          |  |
| Philadelphia Flyers | 2007–2008 | 82         | 42         | 29         | 11                | 95         | 4:e i Atlantic | Förlorade i tredje rundan. |  |
| Philadelphia Flyers | 2008–2009 | 82         | 44         | 27         | 11                | 99         | 3:e i Atlantic | Förlorade i andra rundan.  |  |
| Philadelphia Flyers | 2009–2010 | 25         | 13         | 11         | 1                 | (27)       | (Sparkad)      |                            |  |
| Los Angeles Kings   | 2011–2012 | 4          | 2          | 2          | 0                 | (4)        | (Temporär)     |                            |  |
| Los Angeles Kings   | 2017–2018 | 82         | 45         | 29         | 8                 | 98         | 4:e i Pacific  | Förlorade i första rundan. |  |
| Los Angeles Kings   | 2018–2019 | 13         | 4          | 8          | 1                 | 9          | (Sparkad)      |                            |  |
| Totalt              | Totalt    | 362        | 171        | 148        | 43                | 385        |                |                            |  |